# Salvatore Corallo
Salvatore Corallo, né à Syracuse le 11 octobre 1928, mort dans la même ville le 4 mai 2019, est un homme politique italien, président socialiste de la Région sicilienne en 1961, puis parlementaire italien de 1976 à 1983.

## Biographie

### Premières années de militance
Fils de Rosario Corallo, journaliste licencié pour avoir refusé de prendre sa carte au Parti fasciste, il perd son père à 11 ans et suit sa mère en Émilie-Romagne laquelle meurt en 1944, lors d'un raid aérien. Cette même année, à 15 ans, il adhère au Parti socialiste italien (PSI) encore clandestin et participe à la Résistance à Forlì. 
En 1948, il devient secrétaire de la Chambre du travail de Forlì, à la suite de Luciano Lama. Il épouse Fedora, ouvrière à l'usine Arrigoni de Cesena. 
Deux ans plus tard, il s'installe à Milan où il est secrétaire général adjoint de Filtea-CGIL, branche textile de la Confédération générale italienne du travail, puis secrétaire adjoint de la fédération socialiste et chef de groupe du conseil provincial. 
Il entre à la direction nationale du PSI en 1957, et est renvoyé en Sicile pour prendre le secrétariat régional du parti.  
Malgré les critiques qu'il reçoit pour son hostilité à la mafia, il est élu pour le collège de Syracuse à l'Assemblée régionale sicilienne dont il dirige le groupe socialiste. 

### Président de la Sicile durant 70 jours
Durant les trois mois qui suivent le retrait du soutien du MSI au gouvernement de Benedetto Majorana della Nicchiara, l'ARS cherche un nouveau président de région. Deux socialistes nenniens, dont Martinez, sont élus sans pouvoir former un gouvernement. Silvio Milazzo est également élu mais démissionne après cinq jours sous la pression de ses propres partisans. Corallo est à son tour élu, mais l'absence de soutien de la DC met à mal la coalition du gouvernement Fanfani à Rome. 
Pourtant, face à la menace d'une dissolution de l'assemblée faute d'une majorité pour un nouveau président, les partis s'accordent sur un gouvernement minoritaire PCI-PSI-USCS, sans opposition de la DC ni de la droite. Salvatore Corallo est élu président du gouvernement régional par deux fois, le 14 et 22 juin 1961, mais il refuse le poste. La troisième fois, le 30 juin, élu 39 députés (20 communistes, 11 socialistes, 7 chrétiens sociaux et un indépendant de gauche) contre 14 au candidat de droite, trois abstentions et un bulletin blanc, en l’absence des 33 conseillers démocrates chrétiens ainsi d'un républicain, il accepte. 
Il forme une junte avec sept conseillers socialistes, quatre chrétiens socialistes et un indépendant de gauche. Il peut faire approuver le budget provisoire et accède à la demande de l'influent directeur général de la Sofis, Mimì La Cavera, d'en démettre le président, le monarchiste Annibale Bianco. Conformément à son engagement, le gouvernement local démissionne le 31 juillet et se maintient jusqu'au 8 septembre et la formation par le démocrate chrétien Giuseppe D'Angelo d'un gouvernement de centre-gauche.
Il est appelé comme ministre de l'Industrie dans le troisième gouvernement D'Angelo (1962-1963). 
Il a également été vice-président de l'assemblée régionale, et conseiller municipal de Syracuse. Il participe à l'adoption d'une loi spéciale pour la protection d'Ortigia.

### Parlementaire italien
Réélu député régional lors des élections de 1963, il quitte le PSI pour rejoindre le PSIUP sous les couleurs duquel il est réélu dans le collège de Palerme en 1967 et 1971. Après la dissolution du PSIUP en 1972, il adhère au PCI. 
En 1976, il est élu à la Chambre des députés sous les couleurs communistes au collège de Milan puis est porté sénateur en Sicile. Il siège au Conseil de l'Europe.